# Besos para todos
Besos para todos es una película de comedia española del director español Jaime Chávarri cuya acción transcurre en el Cádiz de los años 60.

## Argumento
La película cuenta las andanzas de tres jóvenes universitarios que descubren los placeres de la vida cuando comienzan a frecuentar el Pay Pay, un afamado cabaret gaditano, y a sus moradoras.
- Datos: Q8247157